# Championia
Championia, monotipski rod gesnerijevki iz podtribusa Leptoboeinae, dio tribusa Trichosporeae. jedina vrsta je C. reticulata, endem sa Šri Lanke. Filogenetski položaj treba potvrditi.

## Etimologija
Ime je rod dobio po kapetanu J. G. Championu, pripadniku britanske vojske, stacioniranom na Cejlonu (1838.-1847.), koji je istraživao autohtonu vegetaciju otoka.

## Opis
Nizak uspravnni polugrm, trajnica. Listovi nasuprotni, na peteljci. Cvat aksilarni. Čahura duguljasta, šiljasta. Sjemenke sitne, široko eliptične, na krajevima tupe. Broj kromosoma: nepoznat. 